# Ruská šlechta

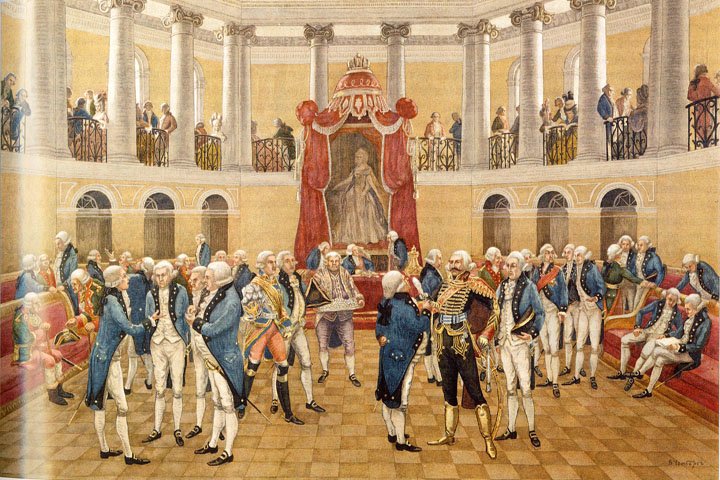
Ruská šlechta v době panování Kateřiny II.

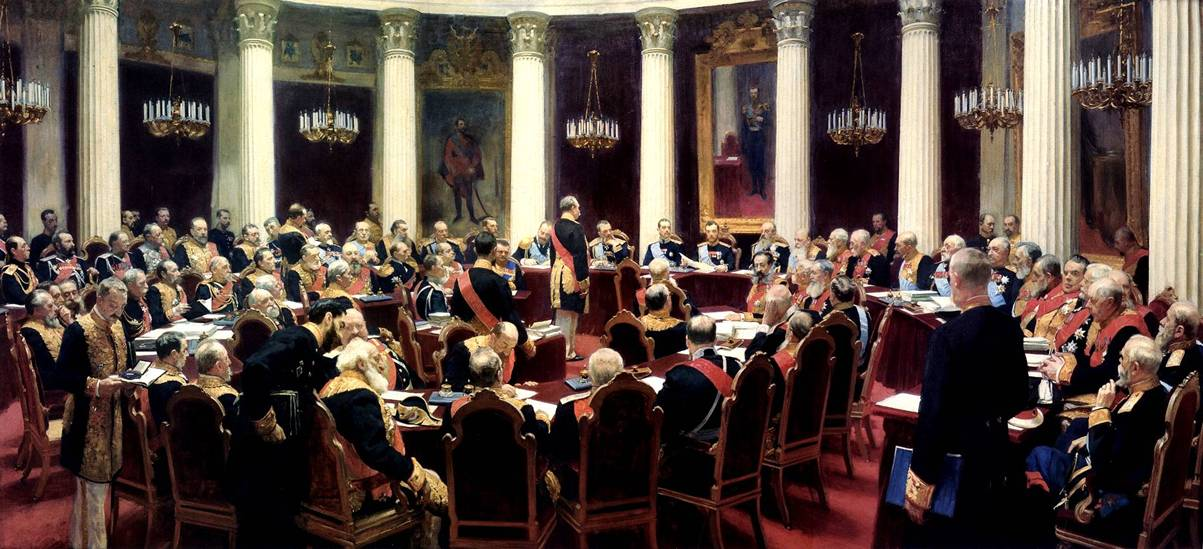
Zasedání Ruské státní dumy dne 7. května 1901 při příležitosti 100. výročí jejího založení. (Olej na plátně, Ilja Repin, 1903)

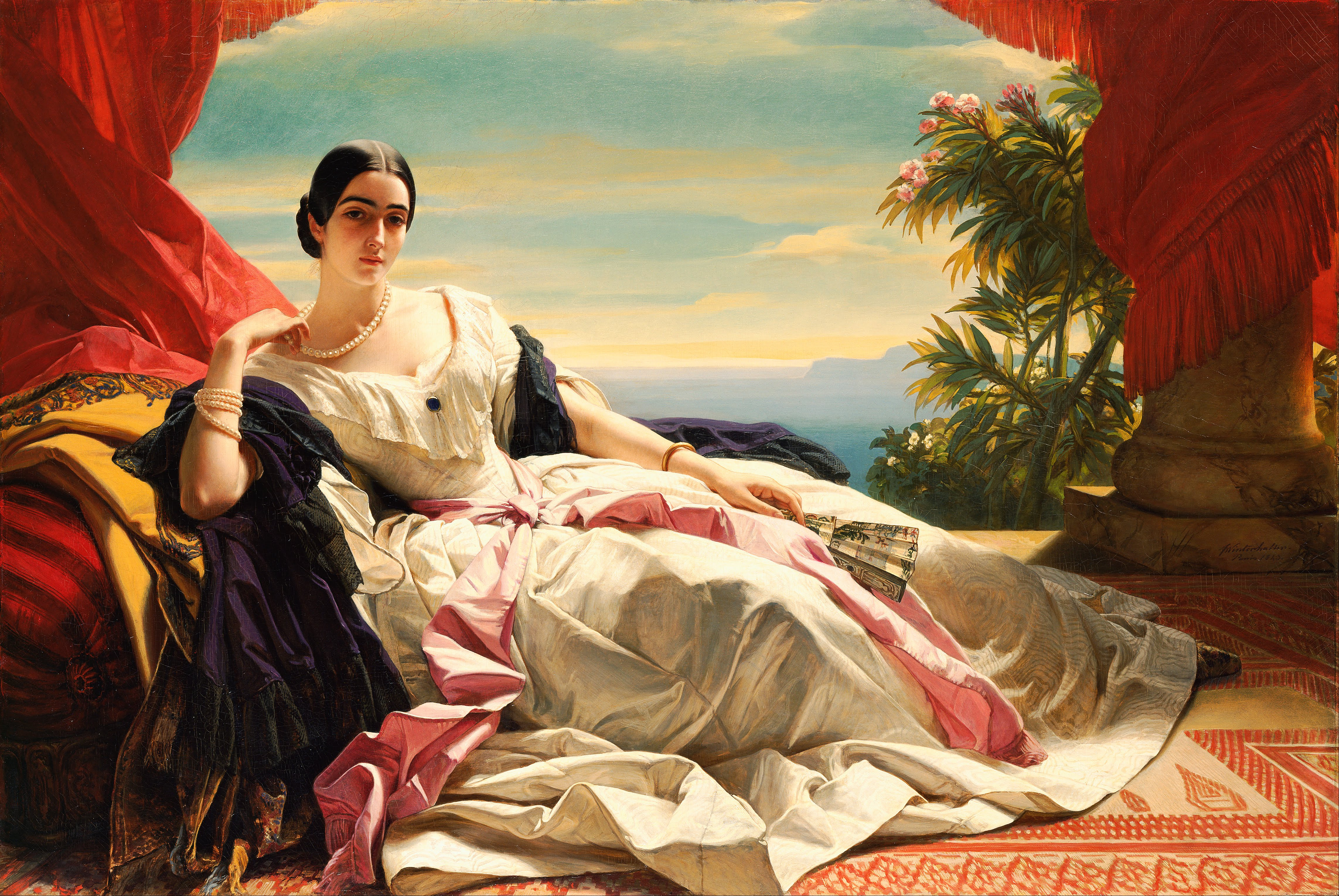
Kněžna Leonilla Ivanovna Barjatinská ze Sayn-Wittgenstein-Saynu, portrét od Franze Xavera Winterhaltera, 1843

Ruská šlechta je souhrnné označení aristokratických rodů v Rusku, které se utvářely od počátku 14. století a spoluvládly v Ruském impériu až do únorové revoluce v roce 1917.
V ruštině se šlechta označuje souhrnným termínem дворянство (dvorjanstvo, srov. české dvořanstvo), který, podobně jako v češtině, vychází ze slovanského výrazu двор (dvor, srov. dvůr), neboť původně skutečně označovala osoby na dvoře knížat (kňaz) a později carů.

## Dějiny
Šlechta se objevuje již od 12. století, jako nejnižší součást vojenské feudální vrstvy, tvořené knížecími dvořany nebo významného bojara. Od 14. století se zvyšovalo množství pozemkového vlastnictví šlechty, a do 17. století již vlastnili největší podíl. Šlechta směla vlastnit a využívat státní pozemky výměnou za služby, které byli povinni poskytovat carovi, po celou dobu výkonu služby, nebo doživotně, ale od 18. století se již tyto pozemky stávaly soukromým vlastnictvím. Petr I. Veliký zrušil bojarskou hodnost.
Za panování carevny Anny I. získala šlechta mnohá privilegia. Roku 1736 byl zvýšen věk k získání vojenské hodnosti z 15-20 na 25 let.
Za panování Kateřiny II. byly výsady šlechty potvrzeny a právně kodifikovány v roce 1785 Šlechtickou chartou, v níž je sepsáno uspořádání šlechty: každá gubernie a ujezd měla vlastní šlechtický „sbor“. Roku 1831 Mikuláš I. omezil i volby sborů na ty s více než 100 poddaných.

## Šlechtické rody

### Kategorie
Šlechta se dělila na:
- Šlechtu titulovanou: zahrnovala titul knížete, hraběte a barona. Poslední dva jmenované tituly zavedl car Petr I.;
- Šlechtu dědičnou: podle mužského následnického systému;
- Šlechta osobní: vztahuje se pouze na manželku a měla o mnoho menší prestiž.
- Šlechta bezzemná: tituly udělovány bez majetkového nároku a garance územního vlastnictví.

V některých oblastech vysoká šlechta v roce 1858 představovala pouze 0,76 % celkové populace, což bylo mnohem méně ve srovnání například s Anglií, Francií, Rakouskem nebo Pruskem, kde aristokraté představovali 1,5 % obyvatelstva. V zemích Commonwealthu, šlechta tvořila přes 8 % obyvatelstva.

### Panovnické rody
Členové panovnických rodů měli nárok na titul velkokníže (rus. великий князь - velikij kňaz).
- Rurikovci
- Godunovci
- Romanovci
- Dynastie Holstein‑Gottorp‑Romanov

### Knížata
- Bagrationové
- Barjatinští
- Daškovové
- Demidovové
- Dolgorukovové
- Gagarinové
- Glinští
- Golenisčev-Kutuzovové
- Golicynové
- Jašviliové (též Našviliové)
- Jusupovové
- Lvovští (Lvovové)
- Orlovové
- Urusovové
- Vasilčikovové
- Volkonští
- Wiśniowiečtí
- Wrangelové
- Žyžemští

### Bojarské rody
- Aladinové
- Bělinští (pol. Bielińscy)
- Buturlynové
- Čeljadninové
- Dolgorukovové
- Gagarinové
- Golovinové
- Chilkovové
- Ignatjevové
- Jakovlevové
- Jepančinové
- Jeropkinové (Jaropkinové)
- Kamenští
- Kolyčevové (Kolyčovové)
- Konovnicynové
- Koškinové
- Lopuchinové
- Morozovové
- Ratmirovci
- Rjapolovští (Stiginové)
- Romodanovští
- Skrjabinové
- Skrjabin-Travinové
- Skuratov-Bělští
- Solominové
- Šeremetěvové
- Tolští
- Tučkov-Morozovové
- Veljaminové

### Baroni
- Arakcejevové
- Bodeové
- Bode-Kolyčevové
- Cronenbergové
- Čerkasovové
- De Smetové
- Dimsdalové
- Felejzenové
- Frankelové
- Fredericksové
- Fredericks-Marazliové
- Girard de Sukanton
- Haužvicové
- Chertové
- Knopové
- Konstonsové
- Klementovové
- Kolokolcovové
- Kutajsovové
- Kusovové
- Meller-Zakomelští
- Mestmaherové
- Möllerové
- Osten-Sakenové
- Ostermanové
- Pospelovové
- Rahlové
- Ruterfurdové
- Stroganovové
- Stambkeové
- Solovjovové
- Stiglitzové
- Šafirovové
- Vasilievové
- Velhové
- Zahertové

### Hrabata
- Adlerbergové
- Apraksinové
- Arakcejevové
- Baranovové
- Barclay de Tolly
- Beauharnaisové
- Benkendorfové
- Bennigsenové
- Bestužev-Ruminové
- Bezborodkové
- Bludovové
- Bobrinští
- Brünnowové
- Bruceové
- Buturlinové
- Buxhowdenové
- Černyšovové
- Denisovové
- Devierové
- Dibičové
- Dmitriev-Mamonovové
- Dolivo-Dobrovolští
- Eaglesové
- Essenové
- Essen-Stenbock-Fermorové
- Fersenové
- Golovkinové
- Golubcovové
- Grabbeové
- Gudovičové
- Gurjevové
- Hendrikové
- Chernyšev-Kruglikovové
- Ignatjevové
- Jaguzinští
- Jefimovští
- Jevdokimovové
- Kankrinové
- Kiselevové
- Kleinmikhelové
- Kocubejové
- Konovnicynové
- Korffové
- Kosakovští
- Krečetnikovové
- Kuruteové
- Kušelevové
- Kutaisovové
- Lambertové
- Lamsdorfové
- Langeronové
- Lanští
- Lassieové
- Lazarevové
- Levašovové
- Levenvoldeové
- Lidersové
- Liders-Weimarové
- Lievenové
- Litkeové
- Littové
- Loris-Melikovové
- Miloradovičové
- Miničové
- Muravjovové
- Musin-Puškinové
- Mordvinovové
- Milutinové
- Nikitinové
- Novosilcovové
- Orlov-Denisovové
- Olsufjevové
- Oppermanové
- Palenové
- Paninové
- Paskevič-Erivanové
- Perovští
- Pillar von Pilhau
- Platovové
- Potěmkinové
- Poplavští
- Pozzo di Borgo
- Protasovové
- Protasov-Bachmetěvové
- Razumovští
- Ribeaupierreové
- Riedigerové
- Rostopčinové
- Rumjancevové
- Safonovové
- Saltykovové
- Sieversové
- Skavronští
- Speranští
- Sumarokovové
- Sumarokov-Jelstonové
- Suvorov-Rymnikští
- Šeremetěvové
- Šilovové
- Šuvalovové
- Tatiščevové
- Tohlové
- Tormasovové
- Totlebenové
- Ušakovové
- Uvarovové
- Vyazmitinovové
- Valujevové
- Vasiljevové
- Voroncovové
- Vrončenkové
- Zakrevští
- Zavadovští
- Zotovové